# Ichneumon sachalinensis
Ichneumon sachalinensis är en stekelart som beskrevs av Tohru Uchida 1926. Ichneumon sachalinensis ingår i släktet Ichneumon och familjen brokparasitsteklar. Inga underarter finns listade i Catalogue of Life.